# إيغور جيركين
إيغور فسيفولودوفيتش جيركين (الروسية: И́горь Все́володович Ги́ркин) من مواليد 17 ديسمبر 1970  هو من قدامى المحاربين في مدفعية الجيش الروسي الذي لعب دورًا رئيسيًا في ضم شبه جزيرة القرم من قبل الاتحاد الروسي ، ولاحقًا في الحرب في دونباس كمنظم للجماعات المسلحة لجمهورية دونيتسك الشعبية.   اتهمت السلطات الأوكرانية جيركين، الذي يصف نفسه بأنه قومي روسي، بالإرهاب. ويعاقب حاليا من قبل الاتحاد الأوروبي لدوره القيادي في النزاع المسلح في شرق أوكرانيا. وصفته السلطات الأوكرانية بأنه كولونيل متقاعد من مديرية المخابرات الرئيسية